# Echt super, Mr. Cooper
Echt super, Mr. Cooper (Originaltitel: Hangin’ with Mr. Cooper) ist eine US-amerikanische Sitcom, die von 1992 bis 1997 auf ABC ausgestrahlt wurde. Der Hauptdarsteller Mark Curry spielt darin einen verhinderten Basketballprofi, der als High-School-Lehrer arbeitet. Die Serie umfasst 101 Folgen in fünf Staffeln. Die ersten Folgen der deutschen Synchronfassung wurden im September 1994 auf ProSieben gesendet.
Schöpfer und ausführender Produzent der Serie war Jeff Franklin. Gedreht wurde Echt super, Mr. Cooper in den Studios von Warner Bros. in Burbank.

## Handlung
Der alleinstehende Mark Cooper hatte eine Karriere als professioneller Basketballspieler angestrebt. Stattdessen muss er sich in einer High School zuerst als Aushilfslehrer und später als Basketballtrainer verdingen. Cooper wohnt mit seiner Jugendfreundin, der Musiklehrerin Robin, und der hübschen Vanessa in einem Haus zusammen. Ab der zweiten Staffel zieht Robin aus, dafür stoßen Marks Cousine Geneva Lee und ihre Tochter Nicole zur Wohngemeinschaft hinzu. Der Nachbarjunge Tyler wird zum besten Freund von Nicole. Weitere Hauptfiguren sind die Rektorin P.J. Moore und Marks Schüler Earvin. 
In der zweiten Episode hatten John Stamos, Mary-Kate und Ashley Olsen in ihren Rollen aus der ebenfalls von Jeff Franklin geschaffenen Sitcom Full House einen Gastauftritt.

## Ausstrahlung
Die erste Folge von Hangin’ with Mr. Cooper lief am 22. September 1992 auf ABC. In der ersten Staffel wurde die Sendung jeweils Dienstagabends zwischen Full House und Roseanne ausgestrahlt. Für spätere Staffeln wurde der Sendeplatz auf Freitag- und Samstagabend gewechselt. Die letzte Folge lief am 30. August 1997.
Die Erstausstrahlung der deutschen Synchronfassung Echt super, Mr. Cooper erstreckte sich zuerst über 42 Folgen von September 1994 bis November 1994 auf ProSieben. Danach übernahm Kabel eins von September 1995 bis Dezember 1995 mit 41 alten und 24 neuen Folgen. Die bis dahin ausgestrahlten Folgen und der Rest der Serie liefen dann von November 1996 bis Juli 1999 auf DF1 Comedy & Co.